# Greg Ellis
Greg Ellis (* 21. März 1968 in Wigan, England als Jonathan Rees) ist ein britischer Schauspieler.

## Leben
Ellis begann seine Karriere in Musicals, er spielte unter anderem Rusty in Starlight Express und spielte im Ensemble sowie den alternatierende Chris im Original Cast von Miss Saigon. Er spielte sowohl in Spielfilmen (unter anderem Fluch der Karibik und Mr. & Mrs. Smith) als auch in Fernsehserien wie Star Trek: Deep Space Nine und 24. Daneben arbeitete er auch als Synchronsprecher für Computerspiele wie Tomb Raider: Legend und Zeichentrickfilme wie The Grim Adventures of Billy & Mandy und Invader Zim. Zudem sprach er die Figur des Garmund im Animationsfilm Die Legende von Beowulf.
Sein Schaffen seit 1988 umfasst mehr als 200 Film-, Fernseh- und Computerspielproduktionen.

## Filmografie (Auswahl)
- 1990: Brush Strokes (Serie, Episode 4x5)
- 1990–1991: Bread (Serie, 21 Folgen)
- 1992: Porco Rosso (紅の豚, Kurenai no Buta)
- 1997: Titanic
- 1998: Akte X – Die unheimlichen Fälle des FBI (Fernsehserie, eine Folge)
- 1999: Star Trek: Deep Space Nine (Fernsehserie, Episode 7x25)
- 2000: Crash & Byrnes
- 2001: To End All Wars – Die wahre Hölle (To End All Wars)
- 2003–2004: 24 (Fernsehserie, 9 Episoden)
- 2003: Fluch der Karibik (Pirates of the Caribbean: The Curse of the Black Pearl)
- 2005: Mr. & Mrs. Smith
- 2005: Cell Call (Kurzfilm)
- 2005 CSI: Vegas
- 2006: Bones – Die Knochenjägerin (Bones, Fernsehserie, Episode 1x15)
- 2007: Die Legende von Beowulf
- 2007: Pirates of the Caribbean – Am Ende der Welt (Pirates of the Caribbean: At World’s End)
- 2008: Knight Rider – K.I.T.T. in Gefahr!
- 2008–2009: Valentine (8 Folgen)
- 2009: Dexter (Fernsehserie, Episode 4x7)
- 2009: Dr. Dolittle 5
- 2009: Star Trek
- 2009: Star Wars: The Clone Wars (Fernsehserie, 2 Folgen, Stimme im Original)
- 2009: Trust Me (7 Folgen)
- 2010: Nip/Tuck – Schönheit hat ihren Preis (Fernsehserie: Episode 6x13)
- 2010–2011: Gigantic (Fernsehserie, 13 Episoden)
- 2011: Pirates of the Caribbean – Fremde Gezeiten (Pirates of the Caribbean: On Stranger Tides)
- 2011: The Confession (Serie, Folge 7)
- 2012: Zeit der Sehnsucht (Days of Our Lives, Seifenoper)
- 2012: Rogue (Fernsehfilm)
- 2012: Alcatraz (Fernsehserie, Episode 12)
- 2013: Navy CIS: L.A. (NCIS: Los Angeles, Fernsehserie, Episode 4x23)
- 2013: Touch (Fernsehserie, 13 Episoden)
- 2014: Hawaii Five-0 (Fernsehserie, 5 Episoden)
- 2014: CSI: Vegas
- 2014: Star Wars Rebels (Fernsehserie, 5 Episoden, Stimme im Original)
- 2014: Tom und Jerry und der verlorene Drache (Tom and Jerry: The Lost Dragon, Stimme)
- 2015: Forsaken
- 2018: Lucifer (Fernsehserie, Episode 3x21)
- 2021: Magnum P.I. (Fernsehserie, Episode 4×8)
- 2022: The Rookie (Fernsehserie, Episode 4x22)